# Зарічна сільська рада (Ташлинський район)
Зарі́чна сільська рада (рос. Заречный сельский совет) — сільське поселення у складі Ташлинського району Оренбурзької області Росії.
Адміністративний центр та єдиний населений пункт — село Зарічне.

## Населення
Населення — 497 осіб (2019; 554 в 2010, 602 у 2002).